# 4670 Yoshinogawa
4670 Yoshinogawa eller 1987 YJ är en asteroid i huvudbältet som upptäcktes den 19 december 1987 av den japanska astronomen Tsutomu Seki vid Geisei-observatoriet. Den är uppkallad efter floden Yoshino.
Asteroiden har en diameter på ungefär 4 kilometer och den tillhör asteroidgruppen Flora.